# プロ格ヒーローズ
プロ格ヒーローズ（プロカクヒーローズ）とは、キャラクタープロダクトにより製造されときめきドットコム株式会社
により発売されていた小型のフィギュアの商品群のシリーズ名である。ミニビッグヘッドフィギュアシリーズの一つ。

## 概要
- 全国のサークルKサンクスにて販売されていた。
- 対象年齢は15歳。全高約5cmの小型のフィギュア、PVC素材。
- 1BOXに15箱の構成、シークレットが1種類存在するが箱買いしても中に入っているとは限らない。
- 全体が箱で覆われているため中に何のフィギュアが入っているかは確認することはできない。
- その名前の通り「プロレス」や「格闘技（K-1）」の選手を主に扱った商品である。
- 複数回にわたり商品化される選手はA・Bなどと表記され、テレビ出演などで人気の北斗晶等がそれにあたる。

### Vol.1
- 新日本プロレスと全日本プロレスの選手を中心として収録されている。全18種。
- Vol.3と同時にリペイント版のVol.1.5が発売された。

ラインナップ
| - 蝶野正洋 - 永田裕志 - 中西学 - 天山広吉 - 西村修 - 棚橋弘至 - 獣神サンダー・ライガー - タイガーマスク - 中邑真輔 - 武藤敬司 | - 川田利明 - 小島聡 - カズ・ハヤシ - 渕正信 - スタン・ハンセン - グレート・ムタ（クモ） - グレート・ムタ（メカ） - 黒師無双 - シークレット |

### Vol.2
- 2005年1月18日発売、K-1編として参戦選手が収録されている。全18種。

ラインナップ
| - アーネスト・ホーストA - アーネスト・ホーストB（チャンピオン） - アレクセイ・イグナショフ - 角田信朗 - 角田信朗B（レフェリー） - シリル・アビディ - ジェロム・レ・バンナ - ジェロム・レ・バンナ - ピーター・アーツ - ボブ・サップ | - ボブ・サップB（ガウン） - マイク・ベルナルド - 魔裟斗 - 魔裟斗 - レイ・セフォー - レミー・ボンヤスキー - 武蔵 - 武蔵（道着） - シークレット |

### Vol.3
- 2005年6月7日発売、プロレスリング・ノア編として所属選手が収録されている。全18種。
- Vol.1同様に18万個のみ生産された。
- 同時にVol.1のリペイント版も発売された。
- 発売記念にサークルK天王洲アイル店とサンクス東上野4丁目店にてサイン会が開催され、多数のファンが詰め掛けた。

ラインナップ
| - 三沢光晴A - 三沢光晴B（ガウン） - 小橋建太A - 小橋建太B（ガウン） - 秋山準A - 秋山準B（ガウン） - 田上明 - 小川良成 - 力皇猛 - 森嶋猛 | - 金丸義信 - 丸藤正道 - KENTA - 本田多聞 - 菊地毅 - 百田光雄 - 永源遙 - ラッシャー木村 - シークレット（三沢スーツ） |

### Vol.4
- 2005年8月23日発売、闘魂三銃士や覆面レスラーなど収録、全24種。

ラインナップ
| - アントニオ猪木B（タオル投入） - アントニオ猪木C（ガウン） - 藤波辰巳 - 蝶野正洋B（ガウン） - 武藤敬司B（スキンヘッド・ガウン） - グレート・ムタC（龍） - 川田利明B（ガウン） - 太陽ケア - ジャマール - TAKAみちのく - 佐々木健介 - 北斗晶 - 長州力 | - ハヤブサA（赤） - ハヤブサB（白） - 橋本真也A - 橋本真也B（ガウン） - アニマル浜口 - ザ・グレート・サスケ - スペル・デルフィン - くいしんぼう仮面 - 初代タイガーマスクD（マスク脱ぎ） - 初代タイガーマスクE（スーパータイガー） - シークレット |

### Vol.5
- 2005年11月15日発売、レジェンドシリーズとしてプロレス黄金時代の選手を中心に収録、全20種。

ラインナップ
| - 力道山A - 力道山B（ガウン） - ザ・デストロイヤー - アブドーラ・ザ・ブッチャー - タイガー・ジェット・シン - ブルーザー・ブロディ - ミル・マスカラスA - ミル・マスカラスB（ガウン） - ドスカラス - アントニオ猪木D（黄タイツ） - カールゴッチ | - 藤波辰巳 - 木戸修 - マサ斎藤 - 星野勘太郎 - 長州力B（現場監督） - ジャンボ鶴田 - 天龍源一郎 - ザ・グレート・カブキ - キラーカン - シークレット |

### Vol.6
- 2006年3月14日発売、パンクラスやプロレスリング・エルドラドの選手も収録、全18種。

ラインナップ
| - グレート・ムタD（ニュームタ） - 高山善廣A - 高山善廣B（ロープ跨ぎ） - 鈴木みのる - 近藤有己 - 菊田早苗 - 大谷晋二郎 - 田中将斗 - 大森隆男 - 越中詩郎 | - ウルティモ・ドラゴンA - ウルティモ・ドラゴンB（ケプラーダ） - ミラノコレクションA.T. - ジャイアント・バーナード - TARU - 近藤修司 - 'brother'YASSHI - 菊タロー - シークレット（橋本真也スーツ） |

### Vol.7
- Vol.7は「レジェンドファイター編2」であり全18種類。人気の高かったシリーズの2弾である。

ラインナップ
| - スタン・ハンセンB（ラリアット） - ブルーザー・ブロディB（キングコング・ニー） - テリー・ファンク - ザ・シーク - ニック・ボックウィンクル - ディック・マードック - ジャンボ鶴田B（ジャンピング・ニー） - 天龍源一郎B（逆水平チョップ） - 山本小鉄 - 坂口征二B（握り拳） | - 木村健悟 - 上田馬之助 - グラン浜田 - 小林邦明 - 初代タイガーマスクE（マスク破れ） - ザ・コブラ - 武藤敬司C（赤タイツ） - 蝶野正洋C（白タイツ） - シークレット |

### Vol.8
- Vol.8は「女子プロオールスター編」であり全30種類。女子プロレス全盛期を支えたクラッシュギャルズやダンプ松本などで構成されている。

ラインナップ
| - ミミ萩原 - ジャガー横田 - デビル雅美 - ライオネス飛鳥A（試合コス） - ライオネス飛鳥B（空手着） - 長与千種A（試合コス） - 長与千種B（空手着） - ダンプ松本A（試合コス） - ダンプ松本B（入場コス・サングラス） - 立野記代 - 山崎五紀 - 堀田祐美子 - 北斗晶B（試合コス） - 北斗晶C（入場コス・般若） - 神取忍 - ダイナマイト・関西 | - 尾崎魔弓 - キューティー鈴木 - 下田美馬 - 三田英津子 - 豊田真奈美 - 井上京子 - 井上貴子 - 吉田万里子 - 工藤めぐみ - 府川ゆみ - 納見佳容 - お船chan - アメージング・コング - アジャ・コング - シークレット |